# 具興南
具 興南（ク・フンナム、朝鮮語: 구흥남/具興南、1914年5月20日 - 1966年12月27日発見）は、大韓民国の教員、公務員、実業家、政治家。第3・4代韓国国会議員。本貫は綾州具氏（綾城具氏）。

## 経歴
日本統治時代の全羅南道和順郡生まれ、現在のソウル特別市西大門区出身。平壌崇実中学校、早稲田大学英文科卒。
ソウル公立農業学校の教員、交通部総務課長、ソウル大学校予科講師を経て、釜山に移り韓国通運の社長を務めた。外資モータープール協会会長を経て、1954年の第3代総選挙では自由党の候補として和順郡選挙区から国会議員に当選し、1958年の第4代総選挙でも同様に当選した。任期中の1956年に国会復興委員長を務め、和順郡綾州面一帯の干ばつを解消するために同郡寒泉面に貯水池の建設を主導した。4・19革命後の第5代総選挙では憲政同志会の候補として同じ選挙区から出馬したが落選し、朴正煕の軍事政権発足以後は民主共和党に鞍替えし、1963年の第6代総選挙で和順郡・谷城郡選挙区から出馬したが再び落選した。その後は政界を離れ、ソウルでタクシー業者の朝陽運輸を運営した。
晩年は事業の失敗による生活難に苦しみ、1966年8月には服毒自殺未遂を起こした。朝陽運輸の社長を辞した後、同年12月14日に行方不明となり、同月27日早朝、ソウル特別市城北区牛耳洞（現・江北区領）の山腹で変死体となって発見された。遺体の側には遺書と負債があった。

## 親族
光州事件の時に光州市長を務めていた元国会議員の具龍相は従甥。チョン・ミョンフン（鄭明勲）ら姉弟3人からなる「鄭トリオ」のうち、チョン・ミョンファ（鄭明和）は息子の妻、チョン・ミョンフンは娘婿である。